# Hatod
Hatod là một thị xã và là một nagar panchayat của quận Indore thuộc bang Madhya Pradesh, Ấn Độ.

## Địa lý
Hatod có vị trí 22°48′B 75°44′Đ / 22,8°B 75,73°Đ Nó có độ cao trung bình là 559 mét (1833 feet).

## Nhân khẩu
Theo điều tra dân số năm 2001 của Ấn Độ, Hatod có dân số 9030 người. Phái nam chiếm 51% tổng số dân và phái nữ chiếm 49%. Hatod có tỷ lệ 54% biết đọc biết viết, thấp hơn tỷ lệ trung bình toàn quốc là 59,5%: tỷ lệ cho phái nam là 67%, và tỷ lệ cho phái nữ là 39%. Tại Hatod, 16% dân số nhỏ hơn 6 tuổi.